# Josep Verdú i Feliu

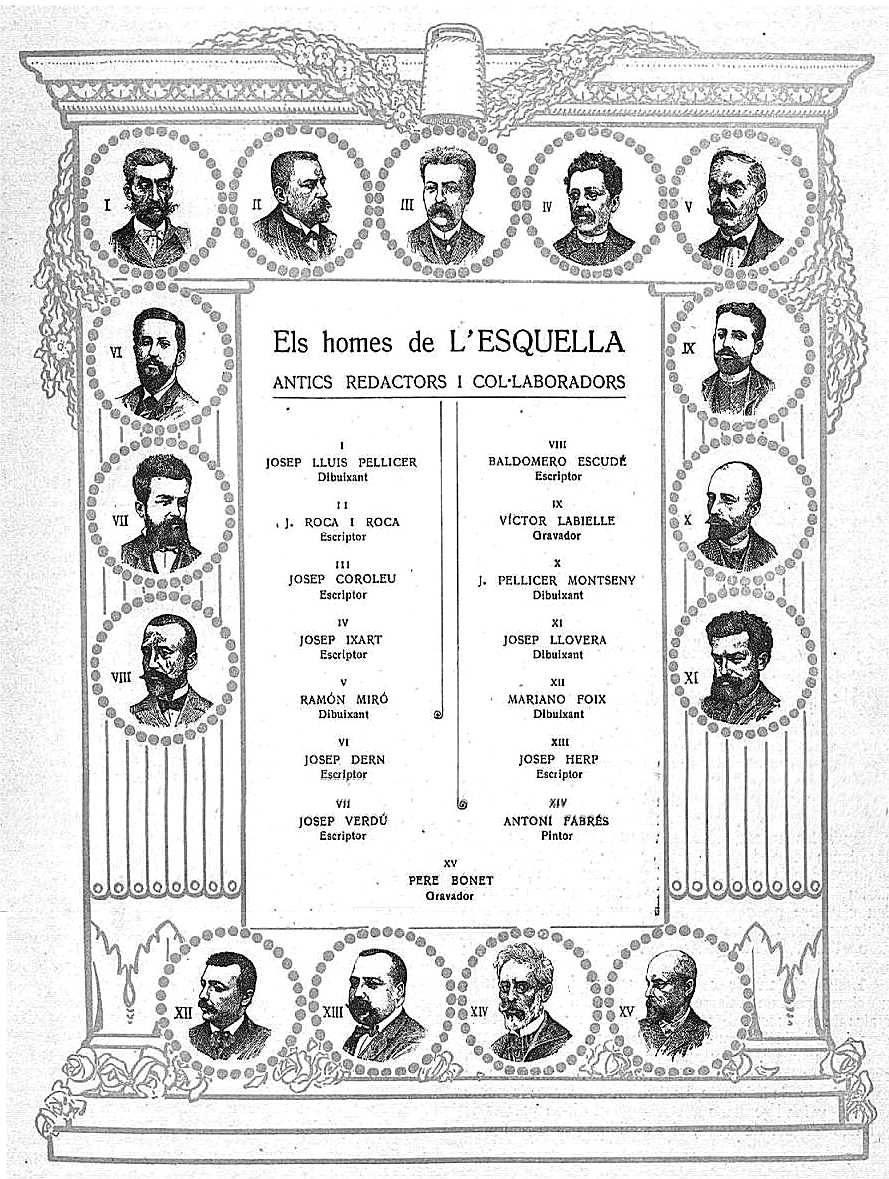
Josep Verdú (número VII) a la llista de redactors i col·laboradors de l'Esquella de la Torratxa (1918)

Josep Verdú Feliu (Vilanova i la Geltrú, 21 de setembre de 1852 - 3 de juny de 1885) fou un escriptor satíric.

## Biografia
Fill de Manuel Verdú Puigjaner, natural de Tàrrega, i de Carme Feliu Juncosa; el pare, picapedrer d'ofici, fou el 1868 un dels caps de la Milícia Nacional (popular) i el 1870, regidor de l'Ajuntament.
Quan era jove, la família es traslladà a Barcelona, on estudià alguns cursos de batxillerat. Durant quatre anys assistí a les classes de pintura a l'Escola de Belles Arts de Llotja, però la necessitat l'obligà a guanyar-se la vida en la pintura de decoració, encara que també presentà quadres en algunes exposicions.
El que més l'atreia era el món de la premsa i de les lletres. S'hi inicià l'any 1873 publicant endevinalles i passatemps al setmanari popular La Campana de Gràcia. Llavors començà a utilitzar el pseudònim de "Gestus". A partir d'aquell moment manifestà una ploma fecunda. El 1874, juntament amb el seu company Manuel Palà, tragué al carrer a Barcelona el setmanari La fantasma groga, que fou un fracàs econòmic; només en sortiren tres números. L'any següent fundà una nova publicació, La gorra de cop, escrit pràcticament per ell sol, en el qual publicà contes i investigacions poètiques, que fou igualment un fracàs. Ambdós eren de tendència republicana.
Fou un exponent del moviment de la Renaixença, del sector implicat en la propagació del sentiment i de l'ideari catalanista entre les classes populars. Col·laborà a la revista que portava el nom del moviment. La seva ploma fou molt prolífica; arribà a escriure en 51 periòdics i revistes catalanes, no solament de Catalunya, sinó també de Nova York i de Buenos Aires, publicant principalment endevinalles, xarades, faules i poesies satíriques.
L'any 1877 finalitzà l'aventura editorial a Barcelona i, malgrat continuar residint-hi, cada vegada tenia la mirada més fixada a Vilanova, on col·laborà amb el seu cosí Josep Campamà Verdú en l'inici d'una nova aventura periodística. El 15 de juny de 1879 aparegué el setmanari satíric Lo carril de Vilanova, primer periòdic local escrit totalment en català, de curta durada, fundat pels dos cosins; el nom és degut a la coincidència amb els treballs de construcció del ferrocarril; l'últim número sortí el 31 d'agost. El mateix any llegí una composició en una vetllada literària en la qual mostrava l'enuig pels entrebancs que hi havia per fer del somni del ferrocarril una realitat.
El març de 1881 treia un altre periòdic d'orientació similar, Lo xiulet del Carril, quan el carril ja estava a punt d'arribar a Vilanova; tampoc no durà gaire, com els seus successors L'Àngel del Campanar (1883), Lo Didot (1884) i L'Angelet del Campanar (1885). També dirigí (en la primera etapa, que va del 15 d'agost al 29 de novembre de 1883) El Mensajero, setmanari local.
Fou un poeta festiu i un comediògraf destacat. L'obra poètica, formada per més de mil poesies, és dispersa en nombrosos periòdics i fulls de calendari, llevat del llibret Brots. Poesies (1876). Sembla que escrigué alguns sermons d'en Carnestoltes.
En el camp del teatre fou autor de vint-i-tres peces curtes de teatre còmic en català (Jan Petit, Los pintors de Barcelona, Dilluns, La fiesta de la Pilarica, Retrets, Lo Cantó, L'estudiant Borrascas, Vetllant, Lo joch...). Tractava temes humans, casolans, del poble, amb llenguatge directe i planer, simplement com a divertiment. Col·laborà amb el músic Antoni Urgellès en algunes obres líriques; el 1879 produïren la sarsuela en un acte Retrets, i el 1882 va escriure el poema "La barretina", de caràcter catalanista, al qual Urgellès posà música. Segons els crítics de l'època, si hagués viscut més temps segurament hauria aportat innovacions al teatre del seu temps. L'última obra estrenada, el 14 de març de 1885, al teatre Español de Barcelona, fou l'òpera o revista satírica Don Juanitu, paròdia de l'opereta italiana Donna Juanita, l'estrena de la qual fou protagonitzada per l'actriu vilanovina Heliodora Salvador Font.
Verdú morí precisament víctima d'un atac cerebral en sortir de la 45a representació d'aquesta obra. Fou un poeta popular a la Catalunya del seu temps i tanmateix el més popular dels poetes vuitcentistes de Vilanova.

## Premis
- L'estudiant Borrascas. Parodia de la tragèdia catalana Joan Blancas. Premiada al certamen L'Aranya de 1880 i publicada al volúm de composicions del mateix certamen.[3]
- Vetllant. Premiada al certamen d'Igualada del 1884.[3]
- Lo joch. Premiada amb un excessit a l'Ateneu igualadí al 1884.[3]